# Selenocysteina
Selenocysteina (Sec) – organiczny związek chemiczny z grupy aminokwasów. Ma budowę podobną do cysteiny, ale w miejsce atomu siarki cysteiny obecny jest w niej atom selenu. Jest obecna w licznych białkach enzymatycznych. Razem z pirolizyną są określane jako 21 i 22 aminokwas białkowy. Białka zawierające przynajmniej jedną resztę selenocysteinową to selenoproteiny.
Selenocysteina w przeciwieństwie do zwykłych aminokwasów nie ma przypisanego kodonu w ludzkim DNA. Reszta selenocysteinowa powstaje przez modyfikację seryny związanej z cząsteczką tRNA i włączana jest do białek kotranslacyjnie. Selenocysteina kodowana przez kodon UGA mRNA, selenoprotein jest 21. UGA zazwyczaj jest kodonem stop; dekodowanie UGA ażeby oznaczał Sec, a nie sygnał terminacji translacji wymaga specyficznej struktury drugorzędowej mRNA selenoprotein: elementu insercyjnego o charakterze stem-loop w obrębie 3'UTR, uwarunkowanego tak zwanymi sekwencjami insercyjnymi Sec lub elementami SECIS, oraz kilku czynników trans i specjalnego tRNA z antykodonem komplementarnym do UGA.
tRNA jest najpierw aminoacylowany seryną, która dostarcza węglowego szkieletu dla selenocysteiny. Ten specjalny transportujący RNA oznaczany jest także tRNA[Ser]Sec. Nie jest on rozpoznawany przez standardowy czynnik elongacyjny eEF IA, ale przez specjalne białko eEFSec, wykazujące specyficzność zarówno wobec struktury tRNA, jak i wobec aminokwasu. Rekrutacja kompleksu Sec-tRNA-EFSec do rybosomu następuje dzięki interakcji z białkiem wiążącym SECIS2, wykazującym specyficzność dla elementów SECIS w mRNA selenoprotein.

## Selenoproteiny
Selenocysteina (Sec) znajduje się w centrum aktywnym:
- peroksydazy glutationowej (EC 1.11.1.9)
- oksydazy jodotyroninowej
- reduktazy tioredoksynowej (EC 1.6.4.5)
- dehydrogenazy mrówczanowej (EC 1.2.1.2) u E. coli
- reduktazy glicynowej u Clostridium
- hydrogenazy NiFeSe u Desulfimicobium i Methanococcus.